# Albert von Othegraven
Franz Albert Friedrich Alexander von Othegraven (* 30. Juli 1798 in Wesel; † 15. April 1866 in Koblenz) war ein preußischer Generalmajor.

## Leben

### Herkunft
Albert war ein Sohn des preußischen Generalleutnants Karl Thomas von Othegraven (1769–1844) und dessen Ehefrau Jeanette Margarethe, geborene von Tschirschky (1772–1817). Der spätere preußische Generalleutnant Friedrich August von Othegraven  (1802–1878) war sein jüngerer Bruder.

### Militärkarriere
Othegraven besuchte das Berliner Kadettenhaus und wurde Ende April 1815 als Sekondeleutnant dem Kaiser Franz Grenadier-Regiment der Preußischen Armee überwiesen. Zur weiteren Ausbildung absolvierte er die Allgemeine Kriegsschule, avancierte zum Premierleutnant und war ab Mai 1824 für zwei Jahre zum Topographischen Büro kommandiert. Nach einer einjährigen Kommandierung zum Großen Generalstab stieg Othegraven zum Kapitän und Kompaniechef auf. Kurz darauf erfolgte am 23. Mai 1834 seine Versetzung in den Großen Generalstab. Von dort kam er im April 1835 nach Königsberg in den Generalstab des I. Armee-Korps. Mit seinem Kommandierenden General von Natzmer nahm Othegraven im Herbst 1836 als Beobachter an den Übungen der Russischen Armee bei Warschau und Kowno teil. Von Ende März 1838 bis Anfang April 1842 schloss sich eine Verwendung im Generalstab des VIII. Armee-Korps an. Anschließend wurde er unter Beförderung zum Major in das 29. Infanterie-Regiment versetzt und im Mai des Folgejahres zum Kommandeur des II. Bataillons ernannt. Er führte vom 2. November 1844 bis zum 18. Januar 1850 das II. Bataillon im 17. Landwehr-Regiment in Düsseldorf und übernahm dann das Kommando über das II. Bataillon im 3. Westfälischen Infanterie-Regiment Nr. 16. Am 2. Dezember 1851 avancierte Othegraven zum Oberst und Kommandeur des 25. Infanterie-Regiments, bevor er am 10. Juni 1856 die in Stettin stationierte 6. Infanterie-Brigade übernahm. In dieser Stellung am 15. Oktober 1856 zum Generalmajor befördert, wurde Othegraven unter Verleihung des Stern zum Roten Adlerordens II. Klasse mit Eichenlaub am 17. August 1858 in Genehmigung seines Abschiedsgesuches mit der gesetzlichen Pension zur Disposition gestellt.

### Familie
Othegraven verheiratete sich am 16. Juli 1847 in Potsdam mit Auguste von Kessel (1800–1872). Sie war eine Tochter des preußischen Generalleutnants Gustav von Kessel und dessen Ehefrau Angelika, geborene Schock (1778–1857). Die Ehe blieb kinderlos.